# Siren Song of the Counter Culture
Siren Song of the Counter Culture är det melodiska hardcorebandet Rise Againsts tredje album och släpptes den 10 augusti 2004. Det var det första albumet som producerades sedan flytten från Fat Wreck Chords till Geffen Records.
"Give It All" (2004), "Life Less Frightening" (2005) samt "Swing Life Away" (2005) släpptes alla tre även som singlar. "Paper Wings" finns med i det officiella soundtracket till konsolspelet Burnout 3: Takedown.

## Låtlista
1. "State of the Union" - 2:19
2. "The First Drop" - 2:39
3. "Life Less Frightening" - 3:44
4. "Paper Wings" - 3:43
5. "Blood to Bleed" - 3:48
6. "To Them These Streets Belong" - 2:49
7. "Tip the Scales" - 3:49
8. "Anywhere But Here" - 3:38
9. "Give It All" - 2:50
10. "Dancing for Rain" - 4:01
11. "Swing Life Away" - 3:20
12. "Rumours of My Demise Have Been Greatly Exaggerated" - 4:14
13. "Obstructed View" (Japansk och tysk version)
14. "Fix Me" (Begränsad upplaga)

## Musiker
- Tim McIlrath (sång & gitarr)
- Joe Principe (bas)
- Brandon Barnes (trummor)
- Chris Chasse (gitarr)